# Stăvărăști, Buzău
Stăvărăști (în trecut, Stăvărești) este un sat în comuna Balta Albă din județul Buzău, Muntenia, România.